# Never (Heart)
Never è un singolo del gruppo rock statunitense Heart, pubblicato nel 1985 ed estratto dall'album Heart.

## Tracce
- 7"

1. Never (Remix)
2. Shell Shock

## Classifiche
| Classifica (1985-1988) | Posizione massima |
| ---------------------- | ----------------- |
| Regno Unito            | 8                 |
| Stati Uniti            | 4                 |